# CPAN
CPAN (z anglického Comprehensive Perl Archive Network) je softwarový repozitář obsahující jednak moduly pro programovací jazyk Perl a jednak aplikace napsané v tomto jazyce. První myšlenky k jeho zřízení se objevily už v roce 1993 inspirované repozitářem CTAN typografického systému TeX, ale do provozu byl oficiálně uveden až v roce 1995. Jméno CPAN nese kromě samotného repozitáře i perlový program, který slouží k stažení a instalaci modulů (a funguje tedy jako specializovaný správce balíčků). Kromě toho je možné do repozitáře přistupovat i přes webové rozhraní, kde je například možné i bez instalace číst dokumentaci patřičného modulu generovanou ze standardního formátu POD. 
Celý repozitář má celosvětově mnoho internetových zrcadel. Například v České republice bylo k roku 2006 provozováno oficiální zrcadlo repozitáře mj. na Mendelově univerzitě a  Masarykově univerzitě v Brně, a k roku 2018 na Masarykově univerzitě, Vysokém učení technickém v Brně a sdružením CZ.NIC.